# NGC 787
NGC 787 (również PGC 7632) – galaktyka spiralna (Sb), znajdująca się w gwiazdozbiorze Wieloryba. Odkrył ją Christian Heinrich Friedrich Peters 27 lutego 1865 roku.